# BMW M3 DTM
Der BMW M3 DTM ist ein Prototyp-Rennwagen des deutschen Automobilherstellers BMW, der optisch an die Baureihe E92 angelehnt ist. Der Rennwagen ist für den ausschließlichen Einsatz in der DTM konzipiert und trat dort ab der Saison 2012 gegen den Audi A5 und das C-Coupé von Mercedes an. Bereits in der Debütsaison wurde mit dem Fahrzeug sowohl die Fahrer- als auch die Teamwertung der DTM gewonnen.
Für BMW ist der E92 der erste Prototyp-Rennwagen in der DTM. Als das Unternehmen mit Saisonende 1992 aus der Deutschen Tourenwagen-Meisterschaft ausstieg, wurden dort noch Tourenwagen der Gruppe A verwendet, bei denen wesentliche Baugruppen, wie etwa eine hauptsächlich aus Blech gefertigte Karosserie, aus dem Serienautomobilbau stammten.

## Technik
Der M3 DTM basiert nur optisch auf der Coupé-Variante des BMW M3. Die Konstruktion besteht aus einem CFK-Monocoque-Chassis mit integriertem 120-Liter-Kraftstofftank.
Der Vierventil-V8-Saugmotor P66 hat vier Liter Hubraum, einen Zylinderbankwinkel von 90 Grad und leistet rund 480 PS (353 kW). Das maximale Drehmoment liegt bei rund 500 Nm. Der Motor beschleunigt den Wagen in rund drei Sekunden auf 100 km/h und erreicht eine Spitzengeschwindigkeit von 300 km/h. Reglementbedingt sind zwei Luftmengenbegrenzer mit jeweils 28 mm Durchmesser verbaut. Die Kraftübertragung erfolgt über ein sequenzielles 6-Gang-Sportgetriebe mit pneumatischer Betätigung über Schaltwippen am Lenkrad und eine 4-Scheiben-CFK-Kupplung von ZF Sachs. Dazu verfügt der Wagen über ein einstellbares Lamellen-Sperrdifferenzial.
Vorder- und Hinterräder sind einzeln an Doppelquerlenkern mit Druckstreben und sechsfach verstellbaren Stoßdämpfern aufgehängt, dazu gibt es innenbelüftete Carbon-Keramik-Bremsscheiben und Monoblock-Bremssättel aus Leichtmetall. Die Bremskraftverteilung der hydraulischen Zweikreisbremsanlage kann vom Fahrer stufenlos verstellt werden. Die 18-Zoll-Aluminium-Schmiederäder sind Einheitsbauteile, an der Vorderachse 12 Zoll und an der Hinterachse 13 Zoll breit.

### Reifen
Die Bereifung kommt vom Einheitslieferanten Hankook. 2012 wurden die Reifen im Vergleich zur Vorsaison vergrößert. Der Vorderreifen wiesen nun eine Breite von 300 Millimeter und einen Durchmesser 680 Millimetern auf, der Hinterreifen war 320 Millimeter breit und 710 Millimeter im Durchmesser. Für zusätzlichen Abtrieb wiesen die Reifen Flügelelemente an den Seitenwänden auf.

## Teams und Fahrer
2012 gingen als Teams Racing Bart Mampaey (RBM), Reinhold Motorsport (RMG) und Schnitzer Motorsport mit je zwei Fahrern an den Start. Als Fahrer nominierte BMW Augusto Farfus, Andy Priaulx, Dirk Werner und Joey Hand sowie den ehemaligen Mercedes-Benz-Werkspiloten Bruno Spengler und den, von Audi kommenden, amtierenden DTM-Champion Martin Tomczyk.
2013 kam das Team-MTEK hinzu, das mit den Fahrern Timo Glock und Marco Wittmann antrat. Neben einem Tausch der Plätze von Joey Hand und Andy Priaulx gab es sonst keine Veränderungen.